# Paramyiolia cornuta
Paramyiolia cornuta är en tvåvingeart som först beskrevs av Ito 1984.  Paramyiolia cornuta ingår i släktet Paramyiolia och familjen borrflugor. Inga underarter finns listade i Catalogue of Life.